# تروا-ریو، کبک
تروا-ریو (به فرانسوی: Trois-Rives) شهری در منطقه شهری مکیناک ناحیه موریسی در استان کبک کانادا است. در سرشماری سال ۲۰۱۱ این شهر ۴۸۷ نفر جمعیت داشته‌است و مساحت آن ۶۷۵٫۰۹ کیلومتر مربع است.